# NGC 978B
NGC 978B is een lensvormig sterrenstelsel in het sterrenbeeld Driehoek. Het hemelobject ligt in de buurt van NGC 978.

## Synoniemen
- PGC 9823
- MCG 5-7-17
- KCPG 71B